# Новий Роговець

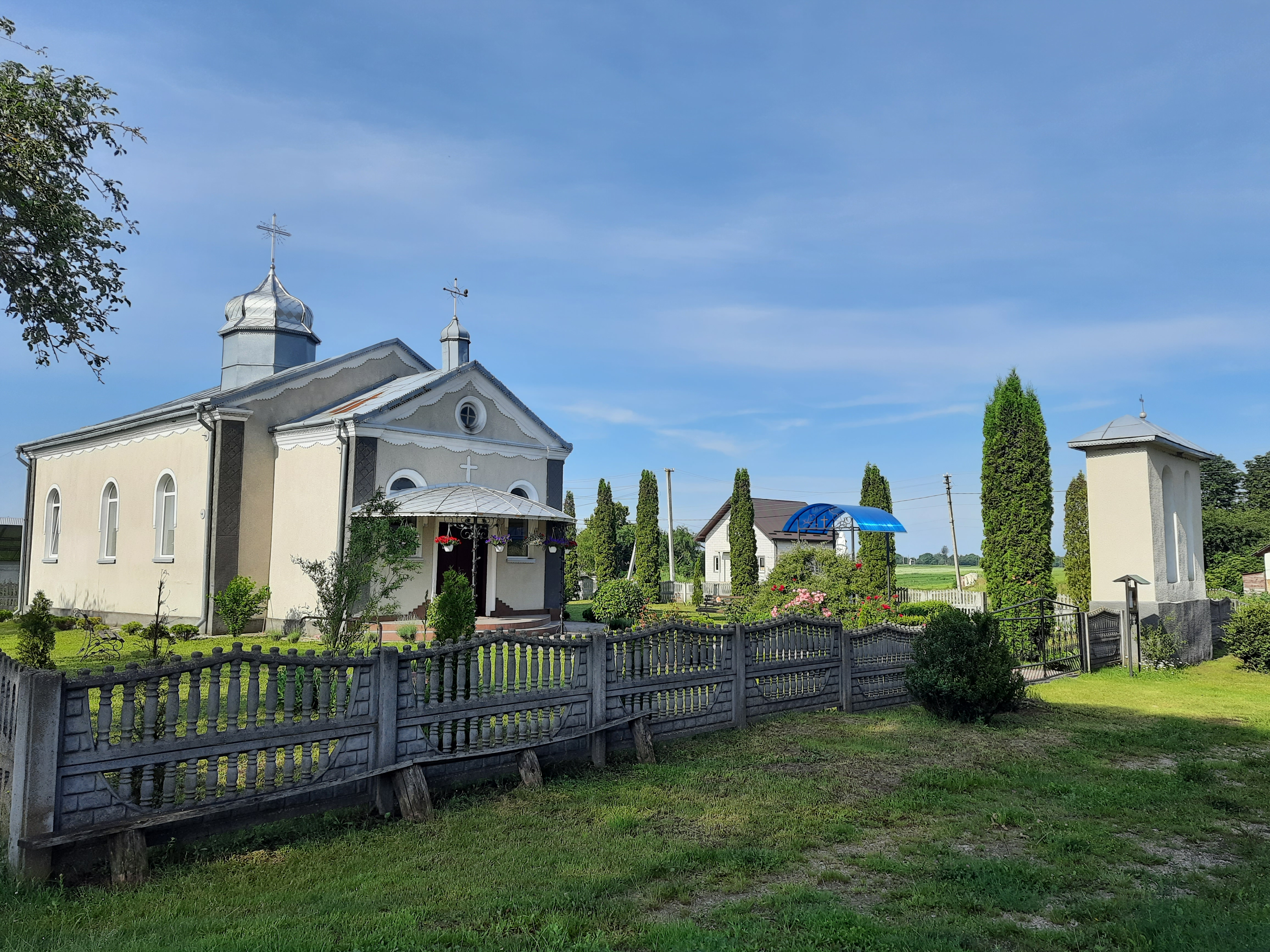
Церква Святого Миколая

Нови́й Ро́говець — село в Україні, у Збаразькій міській громаді Тернопільського району Тернопільської області. Розташоване на північному сході району. До 2020 підпорядковане Вищелуб'янській сільраді. До Нового Роговця приєднано хутір Коршенки.
Населення — 487 осіб (2001).

## Населення

### Мова
Розподіл населення за рідною мовою за даними перепису 2001 року:
| Мова       | Кількість | Відсоток |
| ---------- | --------- | -------- |
| українська | 486       | 99.79%   |
| російська  | 1         | 0.21%    |
| Усього     | 487       | 100%     |

## Історія
1 жовтня 1927 р. вилучено частини гмін (громад) Вищі Луб'янки і Нижчі Луб'янки та з них утворено самоврядну адміністративну гміну Новий Роговець.
1 серпня 1934 р. внаслідок адміністративної реформи Новий Роговець включено до новоствореної у Збаразькому повіті об'єднаної сільської гміни Вищі Луб'янки.
У 1939 році в селі проживало 370 мешканців (100 українців, 170 поляків, 100 польських колоністів міжвоєнного періоду).
12 червня 2020 року, відповідно до Розпорядження Кабінету Міністрів України від  № 724-р «Про визначення адміністративних центрів та затвердження територій територіальних громад Тернопільської області», село увійшло до складу Збаразької міської громади.
19 липня 2020 року, в результаті адміністративно-територіальної реформи та ліквідації Збаразького району, село увійшло до складу новоутвореного Тернопільського району.

## Релігія
- церква перенесення мощей Святого Миколая (1994),
- капличка з «фігурою» Матері Божої.

## Пам'ятки
Встановлено пам'ятний знак на місці криївки вояків УПА.

## Соціальна сфера
Діють клуб, бібліотека.